# Here Comes My Girl
Here Comes My Girl è il terzo singolo di Tom Petty and the Heartbreakers estratto dall'album Damn the Torpedoes, pubblicato nel 1980 dalla Backstreet Records.

## Il brano
In un'intervista il chitarrista Mike Campbell ha dichiarato che Tom non era sicuro su come cantare le strofe del brano, aveva tentato in vari modi e alla fine decise di farle in "semi parlato". Tom Petty ha detto che il ritornello si ispira ai Byrds.
Il brano si è classificato al 59º posto nella classifica Billboard Hot 100 negli Stati Uniti nel 1980.

## Video
Il video musicale del brano, diretto da John Goodhuee e girato nell'aprile 1980, mostra semplicemente la band che suona sul palco.

## Tracce
Vinile 7" USA
1. Here Comes My Girl – 3:55 (Tom Petty, Mike Campbell)
2. Louisiana Rain – 4:27 (Tom Petty)

Vinile 7" UK
1. Here Comes My Girl – 3:55 (Tom Petty, Mike Campbell)
2. Don't Bring Me Down (Recorded Live in Boston, July 1978) – 3:47 (Goffin, King)

## Formazione
Tom Petty and the Heartbreakers
- Tom Petty – chitarra, voce
- Mike Campbell – chitarra
- Benmont Tench – pianoforte, organo
- Ron Blair – basso elettrico
- Stan Lynch – batteria, cori

## Classifiche
| Classifica (1980)               | Posizione massima |
| ------------------------------- | ----------------- |
| Canada (RPM)                    | 82                |
| Stati Uniti (Billboard Hot 100) | 59                |